# 크리스틴 시코
크리스틴 시코(프랑스어: Christine Cicot, 1964년 9월 10일~)는 프랑스의 전직 유도 선수이다. 1996년 하계 올림픽에서 여자 헤비급 동메달을 획득했고 세계 선수권 대회에서 금메달 1개(1993), 유럽 선수권 대회에서 금메달 1개, 은메달 3개, 동메달 3개를 획득했다.